# Apiosporopsis carpinea
Apiosporopsis carpinea är en svampart som först beskrevs av Elias Fries, och fick sitt nu gällande namn av Giovanni Battista Traverso 1913. Enligt Catalogue of Life ingår Apiosporopsis carpinea i släktet Apiosporopsis,  och familjen Melanconidaceae, men enligt Dyntaxa är tillhörigheten istället släktet Apiosporopsis,  och ordningen Diaporthales. Arten är reproducerande i Sverige. Inga underarter finns listade i Catalogue of Life.